# Djarwia
Djarwia, o Jawia, è un insediamento del Ghana situato nella regione Occidentale Superiore, più specificamente nel distretto municipale di Sissala Est.